# Hyundai Creta
Le Hyundai Creta est un SUV du constructeur automobile Sud-Coréen Hyundai produit à partir de 2015. 

## Première génération (2014-)

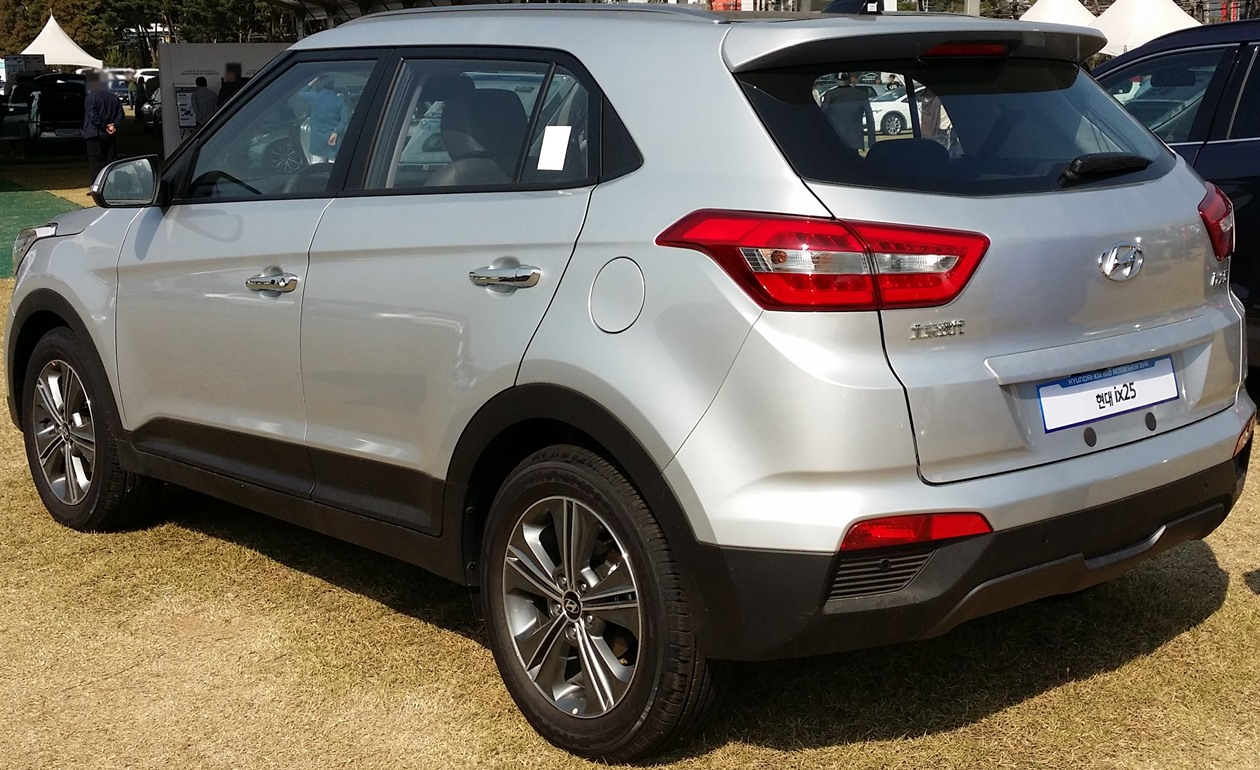
Hyundai ix25

C'est la version internationale de l'ix25 présenté sous forme de concept car au salon de l'automobile de Pékin 2014, puis sous forme définitive à Chengdu en août 2014 ; et lancé en Chine à la fin de cette même année.
Creta est le nom d'une île du sud-est du Méditerranée. 

### Concept car

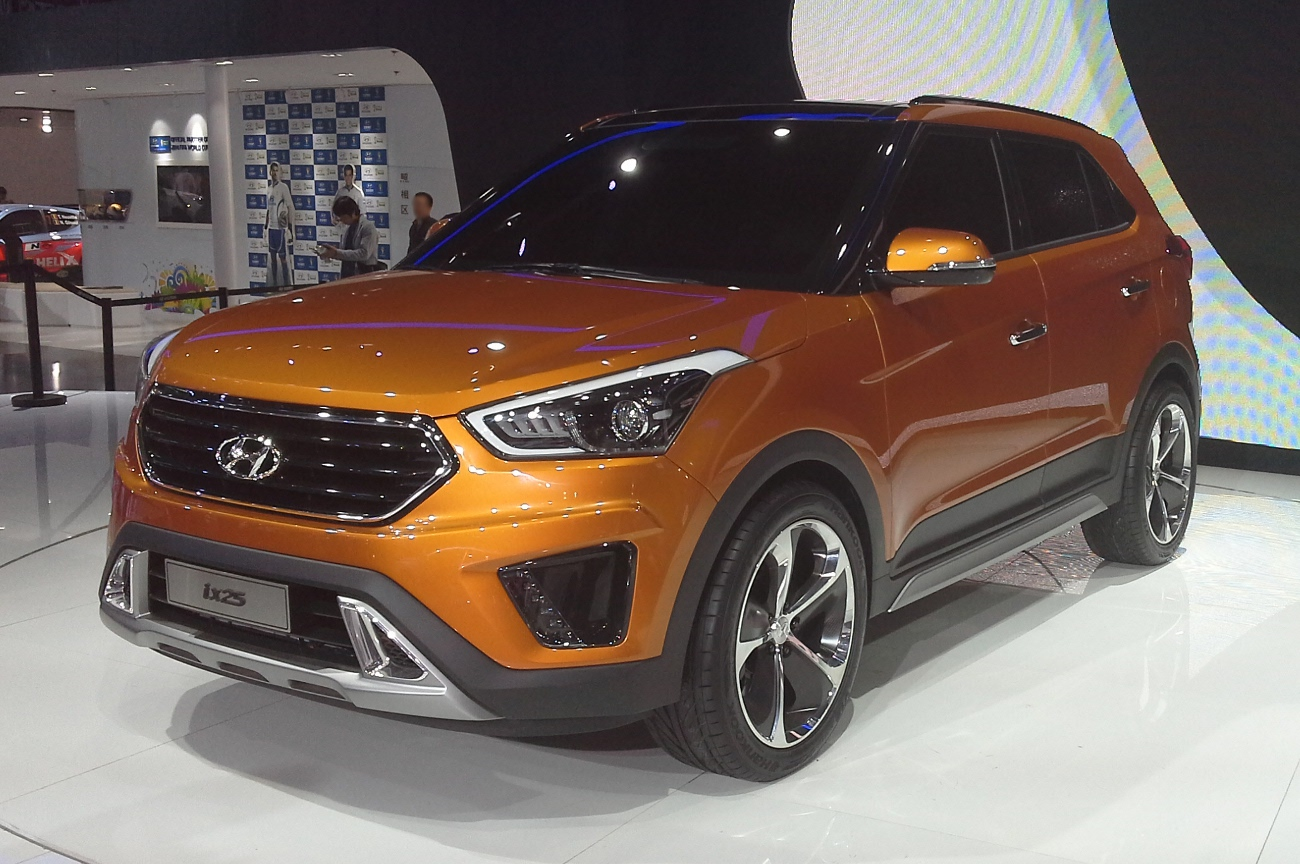
Hyundai ix25 Concept

Le Hyundai ix25 Concept préfigure la version définitive de ce 4x4 lors de son dévoilement au salon de Pékin 2014.

## Seconde génération (2019-)
Le modèle de deuxième génération a été présenté pour la première fois en Chine sous le nom de ix25 en avril 2019. Il a été dévoilé sous le nom de Creta lors de la 15e Auto Expo en Inde en février 2020. La production du Creta de deuxième génération a commencé en Russie en juillet 2021, au Brésil en août 2021 et en Indonésie en janvier 2022. La Creta restylée a été commercialisée le 16 janvier 2024. Elle présente un bouclier avant et arrière redessiné avec des phares et des feux arrière à LED sur toute la largeur. L'intérieur est doté d'un plus grand écran tactile de 10,25 pouces. La nouvelle Creta est équipée en option d'un système avancé d'aide à la conduite (ADAS) de niveau 2, doté de 19 fonctions.